# 天符印
天符印（てんぷいん 朝:천부인）は、『三国遺事』に登場する宝物である。

## 概要
『三国遺事』によれば、天帝桓因の庶子に桓雄という神がおり、人間を広め増やそうとして、桓因から天符印を授かり、三千人を率いて今の妙香山（原文は太白山。白頭山とする説は誤り）に天降った。そのところを「神市」といった、という。
また、『三国遺事』の原文では、天符印についての具体的な説明がない。漢字の意味から判断すれば、天符印とは符であったと解釈される。しかし、崔南善が天符印は三種の神器と共通起源であるという仮説を提示して以降、韓国では天符印を鏡・剣・鈴とする解釈が一般的である。だが、20世紀以前の文献では天符印を鏡・剣・鈴として説明した例は無い。
韓国の歴史学者である李栄薫は、「檀君神話は創作する過程において日本神話を借用しており、一面では対決した点とともに、多面では模倣した点がみられる」と指摘している。

## 各神器

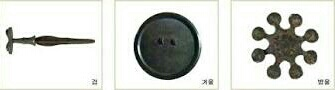
天符の三物

### 多鈕粗文鏡
多鈕粗文鏡 ( 다뉴조문경 ) は、朝鮮の青銅器時代の遺物の1つ、忠清南道牙山市で出土され、ソウル特別市龍山区韓国国立中央博物館に所蔵している。

### 八頭鈴（八珠鈴、八鈴具）
八頭鈴 ( 팔두령 ) は、全羅南道和順郡で出土した朝鮮の青銅器時代の遺物の1つとして、国宝第143号であり、光州広域市北区韓国国立光州博物館に所蔵している。

### 琵琶形銅剣
琵琶形銅剣 ( 비파형동검 ) は、朝鮮の青銅器時代の遺物の1つ、忠清南道扶余郡で出土され、ソウル特別市龍山区戦争記念館に所蔵している。